# Kanadische Eibe
Die Kanadische Eibe (Taxus canadensis) ist eine Pflanzenart aus der Gattung der Eiben (Taxus) in der Familie der Eibengewächse (Taxaceae).

## Beschreibung

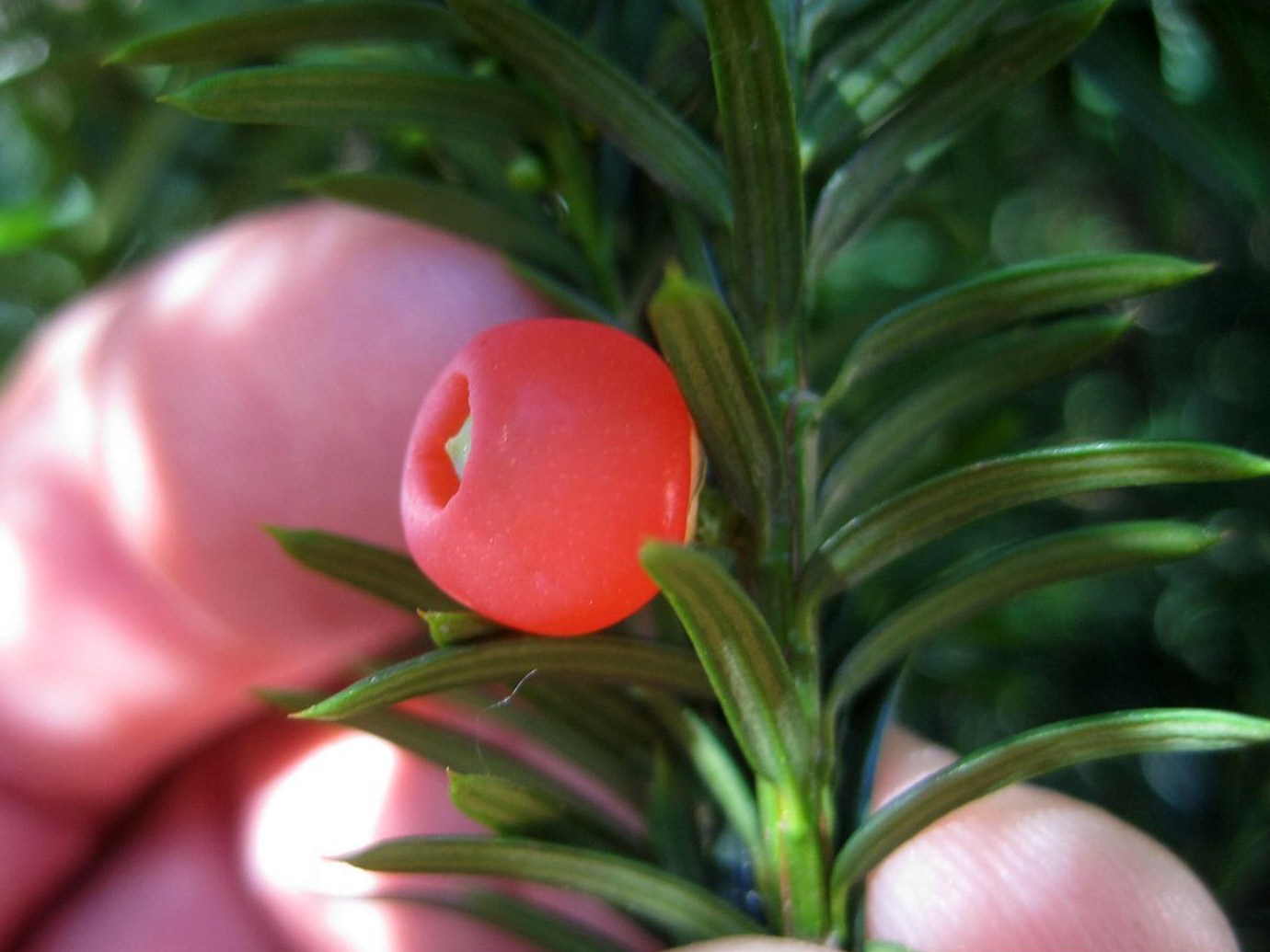
Roter Samenmantel und Nadelblätter

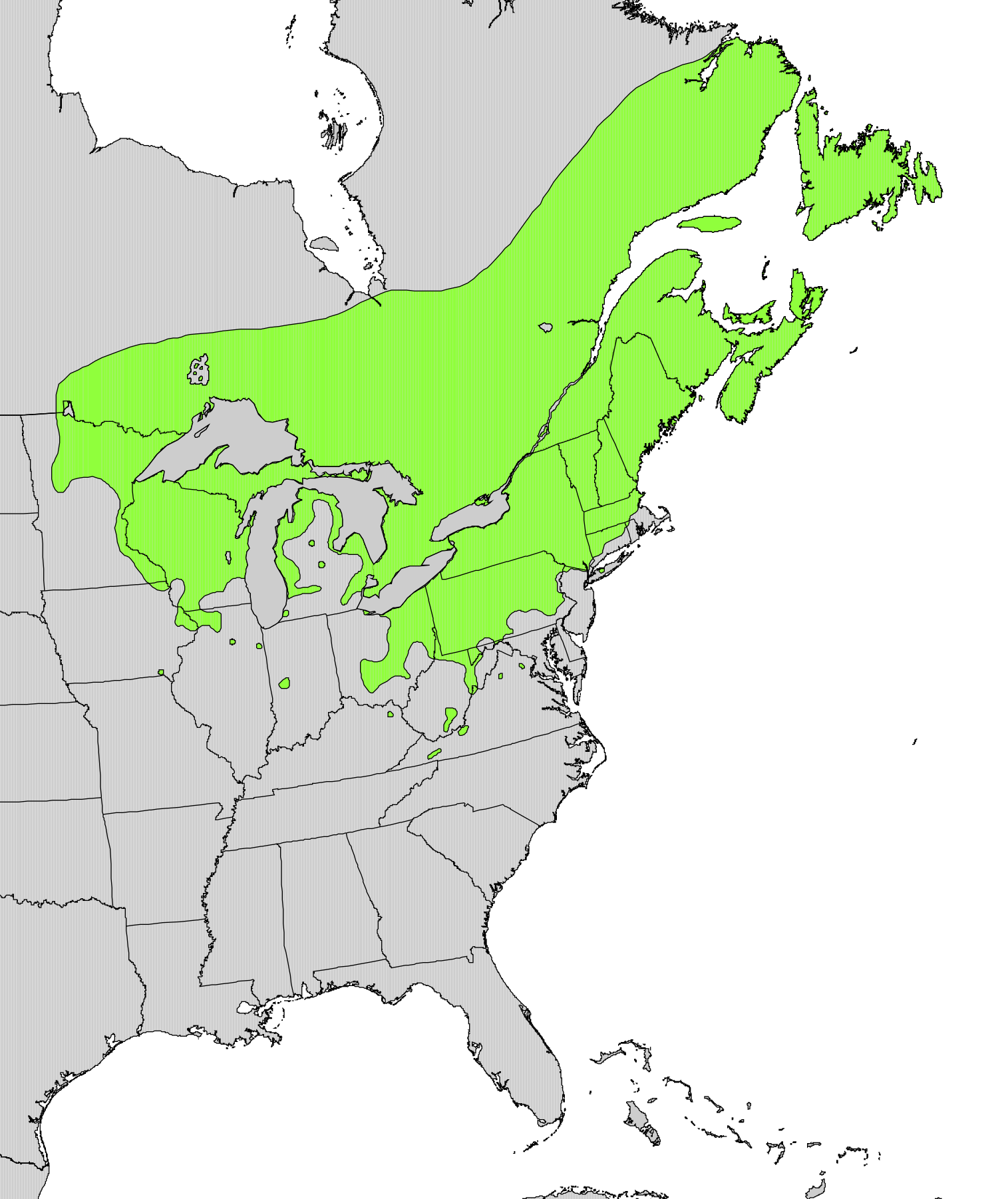
Verbreitungsgebiet

Die Kanadische Eibe ist ein Strauch, der selten Wuchshöhen über 2,5 Meter erreicht. Die sehr dünne Borke ist rötlich. Die Nadelblätter sind 1 bis 2,5 cm lang und 1 bis 2,4 mm breit.
Im Gegensatz zu den meisten Taxus-Arten ist sie meist einhäusig getrenntgeschlechtig (monözisch). Die im Spätsommer oder Anfang Herbst reifenden Samen sind 4 bis 5 mm groß.
Die Chromosomenzahl beträgt 2n = 24.
Wie bei der europäischen Eibe sind alle Pflanzenteile bis auf den roten Arillus (Samenmantel) giftig; allerdings soll das Gift bei der kanadischen Art schwächer sein. Trotz der Giftigkeit verwendeten die Indianer Aufgüsse der Pflanze auch innerlich gegen Rheumatismus.

## Vorkommen
Die Kanadische Eibe ist in Nordamerika von Neufundland bis Manitoba, südwärts bis Virginia, Kentucky, Illinois und Iowa heimisch. Sie wächst auf feuchten Böden oder in Gewässernähe.

## Taxonomie
Taxus canadensis wurde 1785 durch Humphry Marshall in seinem Werk "Arbustrum americanum", Seite 150 erstbeschrieben. Synonyme der Art sind Taxus minor (Michx.) Britton ex Small & Vail, Taxus baccata subsp. canadensis (Marshall) Pilg. und Taxus baccata var. canadensis (Marshall) A.Gray.